# Echinochaetus renatae
Echinochaetus renatae är en kräftdjursart som beskrevs av Franco Ferrara och Helmut Schmalfuss 1983. Echinochaetus renatae ingår i släktet Echinochaetus och familjen myrbogråsuggor. Inga underarter finns listade i Catalogue of Life.